# Annexe Koishikawa, musée de l'université, Université de Tokyo

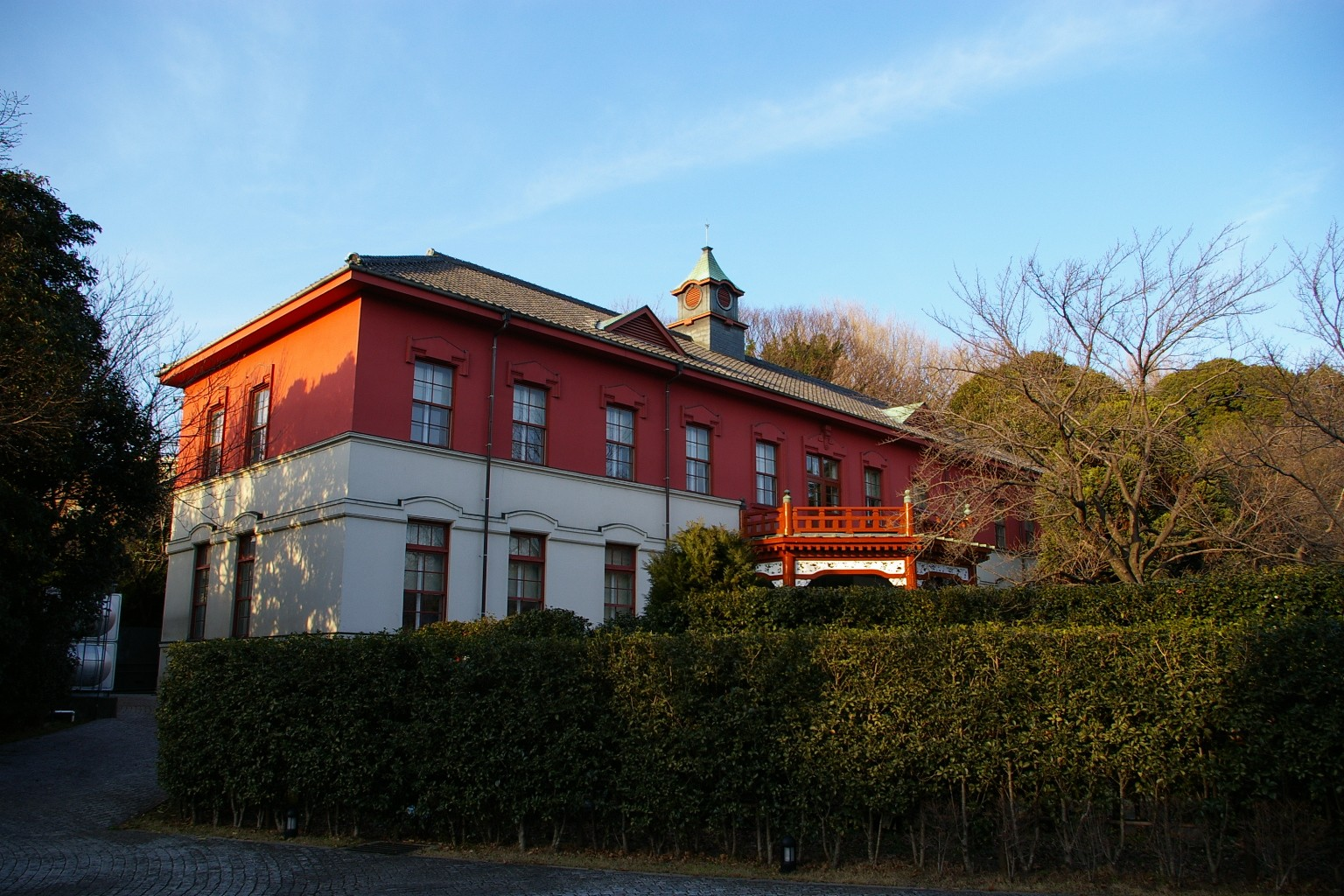
Plus ancien bâtiment de l'université de Tokyo

L'annexe Koishikawa, musée de l'université, université de Tokyo (東京大学総合研究博物館 小石川分館, Tōkyō-daigaku sōgō kenkyū Hakubutsukan Koishikawa bun'in) est un musée situé à Hakusann, dans l'arrondissement de Bunkyō, à Tokyo, au Japon. C'est le plus ancien bâtiment de l'université de Tokyo, ouvert au grand public en tant qu'annexe du musée général de la recherche, anciennement utilisé comme école de médecine. Y sont présentées des collections de spécimens d'histoire naturelle, la collection de spécimens d'animaux des élèves étrangers du professeur E. Morse, la collection d'art et de science du professeur Mitake Hide, membre du modèle d'ingénierie du Kōbushō Kōgakuryō. 
De nombreuses statues en bronze de professeurs de l'université de Tokyo sont exposées dans le bâtiment.

## Exemple de statues

Koganei Yoshikiyo

## Source de la traduction
- (en) Cet article est partiellement ou en totalité issu de l’article de Wikipédia en anglais intitulé « Koishikawa Annex, The University Museum, The University of Tokyo » (voir la liste des auteurs).